# Site oglindă
În informatică, o oglindă este o copie a unei mulțimi de date. Pe Web, un site oglindă este o copie exactă a unui alt site web. Site-urile oglindă sunt folosite mai ales cu scopul de a furniza mai multe copii ale aceleiași informații, îndeosebi pentru descărcările de mare anvergură, repartizând astfel sarcina generată de un trafic crescut pe mai multe servere și site-uri total separate. O oglindă este cu sens unic atunci când sincronizarea fișierelor este una bidirecțională.